# Warduj (vattendrag)
Warduj (persiska: وردوج), eller Darya-ye Warduj, är en 140 km lång högerbiflod till Kokcha i provinsen Badakhshan i nordöstra Afghanistan.
Källorna ligger i Kuh-e Bandakas östra sluttningar. Den flyter i ostnordostlig riktning till Zebak, där den svänger västerut för att senare svänga mot norr.  I de nedre delarna rinner den genom en bredare floddal innan den mynnar i Kokcha i närheten av Baharak.